# Rocky Mount (Virgínia)
Rocky Mount és una població dels Estats Units a l'estat de Virgínia. Segons el cens del 2000 tenia 4.066 habitants.

## Demografia
Segons el cens del 2000, Rocky Mount tenia 4.066 habitants, 1.698 habitatges, i 1.018 famílies. La densitat de població era de 342 habitants per km².
Dels 1.698 habitatges en un 26,4% hi vivien nens de menys de 18 anys, en un 40,2% hi vivien parelles casades, en un 15,8% dones solteres, i en un 40% no eren unitats familiars. En el 36,5% dels habitatges hi vivien persones soles el 18,7% de les quals corresponia a persones de 65 anys o més que vivien soles. El nombre mitjà de persones vivint en cada habitatge era de 2,21 i el nombre mitjà de persones que vivien en cada família era de 2,87.
Per edats la població es repartia de la següent manera: un 21,4% tenia menys de 18 anys, un 7,7% entre 18 i 24, un 25,2% entre 25 i 44, un 22,1% de 45 a 60 i un 23,6% 65 anys o més.
L'edat mediana era de 42 anys. Per cada 100 dones de 18 o més anys hi havia 81,1 homes.
La renda mediana per habitatge era de 26.927 $ i la renda mediana per família de 38.688 $. Els homes tenien una renda mediana de 30.947 $ mentre que les dones 22.472 $. La renda per capita de la població era de 16.207 $. Entorn del 16,6% de les famílies i el 14,1% de la població estaven per davall del llindar de pobresa.

## Poblacions més properes
El següent diagrama mostra les poblacions més properes.